# Marble Falls (Arkansas)
Pour les articles homonymes, voir Marble Falls.
Marble Falls est une zone non incorporée située dans le comté de Newton, dans l’État de l’Arkansas, aux États-Unis. La localité a temporairement pris le nom de Dogpatch pour promouvoir Dogpatch USA, un parc de loisirs aujourd’hui abandonné.